# 로슈포르 습격
로슈포르 습격(영어: Raid on Rochefort)은 7년 전쟁 중인 1757년 9월, 영국에 의한 프랑스의 로슈포르 항구 점령을 목적으로 한 상륙 작전이다. 습격은 몇 달 전에 취임한 윌리엄 피트가 세운 ‘프랑스 해안 급습’이라는 새로운 전략이 중심이었다.
몇 차례 연기가 된 후 원정군은 마침내 프랑스 해안에 도착하여 엑스 섬을 점령한 지휘관 존 모던트가 상륙을 거부하면서 함대는 철수를 했다. 습격은 실패했지만, 영국은 그 후에도 습격 정책을 계속했다.

## 배경
7년 전쟁이 시작되었지만, 영국의 사정은 그다지 좋지 않았다. 북미에서의 일부 전투에서 프랑스에 패했고, 지중해에서 군사 기지 메노르카섬이 프랑스에 점령당했으며, 하노버도 침공의 위협에 노출되어 있었다. 연이은 패전으로 영국 내에서 정권 교체가 일어났으며, 1757년 7월에 윌리엄 피트가 이끄는 새 정부가 출범했다.
피트는 대담한 작전을 펼쳐 독일에 침공한 프랑스 대군을 해안 경비에 집중시키려고 했다. 또한 영국 대중이 습격을 지지했던 것도 무시할 수 없었다. 영국의 동맹 프리드리히 2세도 프랑스에 의한 프로이센의 압력을 줄이기 위해 공습을 지지하면서 프로이센군과 컴벌랜드 공작군에 큰 도움이 될 것이라고 역설했다.
공병대 장교 로버트 클라크는 목표로 선정된 로슈포르의 강화가 불충분하며, 영국의 기습 공격에 취약하다는 것을 지적했다. 원정 시 피트 국왕 조지 2세와 총리 뉴캐슬 공작에게 허가를 요청하였고, 두 사람 모두 허가를 내렸지만 습격이 현실적이라는 것에는 회의적이었다. 하노버의 형세가 악화되면서 두 사람 모두 습격의 목표를 독일 슈타데로 변경할 것을 요청했다. 이것은 하노버 군의 철수를 엄호하기 위한 것이었지만, 피트는 거부했다.

## 원정 준비
상륙군 사령관에는 존 모던트가, 부관에는 에드워드 콘월리스와 헨리 세이모어 콘웨이가 임명되었다. 모던트 군의 수송과 원호를 임무로 한 함대의 지휘관에는 에드워드 호크가 선발되었고, 제임스 울프 중장이 군수 지원관으로 임명되었다.
원정군은 1757년 7월에서 8월 사이에 와이트 섬에서 소집되었지만, 출발은 여러 번 연기가 되었다. 장교들과 8천 명의 병사가 뉴포트에서 야영을 했고, 프랑스에게 원정대의 정보가 새어 나가는 것을 방지하기 위해 최고위급 장교를 제외한 모두에게 원정 목적지가 은닉되었다.
1개월 정도 연기된 후 영국군은 9월 7일에 출항하여 비스케이 만에 가서 20일에는 로슈포르 앞바다에 도착했지만 짙은 안개로 인해 며칠 동안 상륙을 하지 못했다. 호크와 해군 장교들은 기상 악화를 극도로 우려하고 있었다. 가을이 깊어갈수록 날씨가 더 나빠져 강풍이 불어와 파도가 밀려올 것을 우려했다.

## 상륙

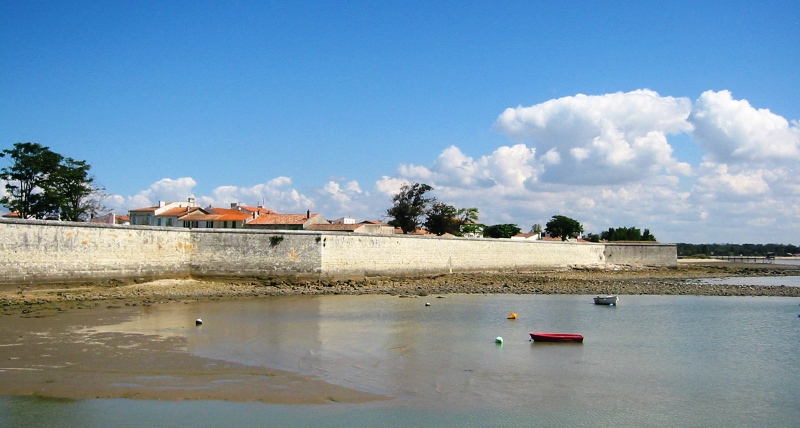
엑스 마을 뒤로 이후 나폴레옹의 성벽이 보인다.

위그노인 조지프 티에리라는 도선사가 이끄는 영국 전함 2척(리처드 하우가 이끄는 74문 함 마그나니님(HMS Magnanime)과 80문 함 바플레어(HMS Barfleur))이 로슈포르의 문 앞에 해당하는 엑스 섬 요새에 접근하여 2시간에 걸친 포격을 거쳐 함락시켰다.

## 참고 문헌
- Anderson, Fred. Crucible of War: The Seven Years War and the Fate of Empire in British North America, 1754-1766. Faber and Faber, 2000.
- Black, Jeremy. British Lives: William Pitt. 캠브리지 대학교 출판부, 1992.
- Brumwell, Stephen. Paths of Glory: James Wolfe. Hambledon, 2006.
- Corbett, Julian Stafford. England in the Seven Years' War: A study in Combined Operations. Volume I. 런던, 1907.
- Middleton, Richard. The Bells of Victory: The Pitt-Newcastle Ministry and the Conduct of the Seven Years' War, 1757-1762. 캠브리지 대학교 출판부, 1985.
- Robson, Martin (2016). 《A History of the Royal Navy: The Seven Years War》. 런던: IB Taurus. ISBN 9781780765457.
- Rodger N.A.M. Command of the Ocean: A Naval History of Britain, 1649-1815. 펭귄북스, 2006.
- Simms, Brendan. Three Victories and a Defeat: The Rise and Fall of the First British Empire. 펭귄북스 (2008)
- Syrett, David. Admiral Lord Howe: A Biography. Spellmount, 2006.